# モンテカストリッリ
モンテカストリッリ（伊: Montecastrilli）は、イタリア共和国ウンブリア州テルニ県にある、人口約4,800人の基礎自治体（コムーネ）。

## 地理

### 位置・広がり

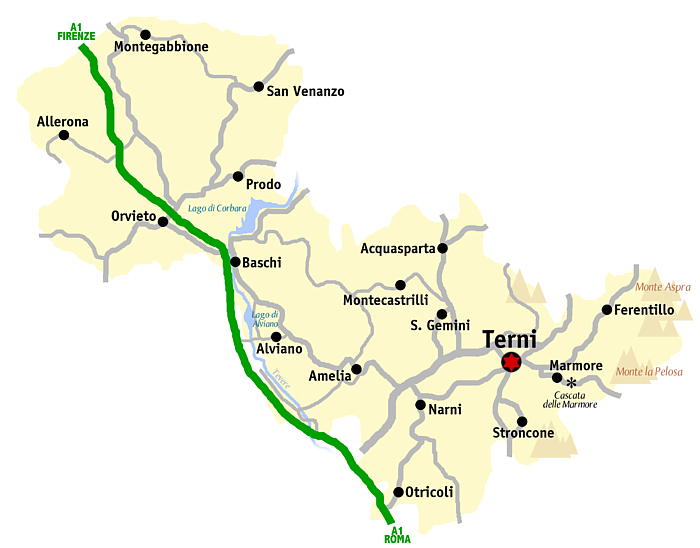
テルニ県概略図

テルニ県南東部のコムーネ。

#### 隣接コムーネ
隣接するコムーネは以下の通り。
- アックアスパルタ
- アメーリア
- アヴィリアーノ・ウンブロ
- グアルデーア
- ナルニ
- サン・ジェーミニ
- テルニ

### 気候分類・地震分類
モンテカストリッリにおけるイタリアの気候分類 (it) および度日は、zona D, 2076 GGである。
また、イタリアの地震リスク階級 (it) では、zona 2 (sismicità media) に分類される。

## 行政

### 分離集落
モンテカストリッリには以下の分離集落（フラツィオーネ）がある。
- Casteltodino, Farnetta, Collesecco, Castel dell'Aquila, Quadrelli